# Halaban (Besitang)
Halaban is een bestuurslaag in het regentschap Langkat van de provincie Noord-Sumatra, Indonesië. Halaban telt 8310 inwoners (volkstelling 2010).